# Gaël Kakuta
Gaёl Kakuta (ur. 21 czerwca 1991 w Lille) – francuski piłkarz występujący na pozycji pomocnika we francuskim klubie Amiens SC oraz w reprezentacji Demokratycznej Republiki Konga.

## Kariera klubowa
Początkowo zawodnik US Lille-Moulins, w latach 1999–2007 gracz RC Lens. W 2007 roku został piłkarzem Chelsea, w której rozpoczął występy w drużynach juniorskich.
Na początku września 2009 jego transfer z Lens do londyńskiego zespołu został uznany za nieprawidłowy przez Międzynarodową Federację Piłkarską (FIFA), dlatego też Kakuta został zdyskwalifikowany na cztery miesiące oraz ukarany karą w wysokości 780 tysięcy euro. Dodatkowo Chelsea musiała zapłacić 130 tysięcy euro jako ekwiwalent za jego wyszkolenie i otrzymała zakaz rejestracji nowych piłkarzy do 2011 roku. 6 listopada 2009 roku Trybunał Arbitrażowy do spraw Sportu w Lozannie zawiesił tymczasowo karę nałożoną przez FIFA. Dwa tygodnie później Kakuta zadebiutował w Premier League w meczu z Wolverhampton Wanderers, zmieniając w 59. minucie Nicolasa Anelkę.
2 grudnia 2009 roku w meczu 1/4 finału Pucharu Ligi Angielskiej z Blackburn Rovers (3:3, k. 3:4) nie strzelił gola w serii rzutów karnych, co spowodowało, że do półfinału awansowali rywale. W sezonie 2009/2010 wraz z Chelsea zdobył mistrzostwo Anglii i puchar kraju. W pierwszej części kolejnych rozgrywek regularnie występował w meczach Ligi Mistrzów, natomiast w lidze pełnił funkcję rezerwowego. Spowodowało to, że pod koniec stycznia 2011 roku został wypożyczony do Fulham. Rozegrał w nim siedem spotkań, strzelił również swojego pierwszego gola w Premier League – 30 kwietnia zdobył bramkę w meczu z Sunderlandem.
W pierwszej części sezonu 2011/2012 wypożyczony był do Boltonu, w którym pełnił funkcję rezerwowego (rozegrał łącznie sześć meczów i zdobył bramkę w wygranym 2:0 pojedynku pucharu Anglii z Aston Villą). W styczniu 2012 roku również na zasadzie wypożyczenia przeszedł do Dijon FCO. We francuskim zespole szybko wywalczył miejsce w podstawowy składzie. W Ligue 1 rozegrał 14 meczów, w których strzelił cztery gole – zdobył m.in. bramkę z rzutu karnego w spotkaniu z Olympique Marsylia, zapewniając swojemu zespołowi zwycięstwo 2:1.
31 sierpnia 2012 roku został wypożyczony do SBV Vitesse na sezon 2012/2013 i 2013/2014.
W styczniu 2014 roku przeszedł na wypożyczenie do S.S. Lazio.
31 lipca 2014 został wypożyczony do Rayo Vallecano.
W lutym 2016 przeszedł do chińskiego Hebei China Fortune.

## Kariera reprezentacyjna
Kakuta regularnie występował w juniorskich reprezentacjach Francji. W 2008 roku wraz z kadrą do lat 17 uczestniczył w mistrzostwach Europy w Turcji – w półfinałowym meczu z gospodarzami turnieju (1:1, k. 4:3) strzelił gola w serii rzutów karnych, natomiast w przegranym 0:4 spotkaniu finałowym z Hiszpanią wystąpił przez pełne 80. minut.
W 2010 roku wraz z reprezentacją U-19 brał udział w mistrzostwach Europy. Był w nich podstawowym zawodnikiem, strzelił gole w meczu grupowym z Holandią (4:1) i półfinałowym z Chorwacją (2:1). W spotkaniu finałowym z Hiszpanią (2:1) wystąpił w podstawowym składzie, a w 85. minucie asystował przy decydującym o złotym medalu golu Alexandre Lacazette. Ponadto został wybrany najlepszym graczem mistrzostw. Rok później uczestniczył w mistrzostwach świata do lat 20 w Kolumbii – zagrał w siedmiu meczach, zaś Francuzi zajęli czwarte miejsce.